# Municipio de Lancaster (condado de Wells)
El municipio de Lancaster (en inglés: Lancaster Township) es un municipio ubicado en el condado de Wells en el estado estadounidense de Indiana. En el año 2010 tenía una población de 5705 habitantes y una densidad poblacional de 45,91 personas por km².

## Geografía
El municipio de Lancaster se encuentra ubicado en las coordenadas 40°46′44″N 85°8′48″O / 40.77889, -85.14667. Según la Oficina del Censo de los Estados Unidos, el municipio tiene una superficie total de 124.26 km², de la cual 123.26 km² corresponden a tierra firme y (0.81%) 1 km² es agua.

## Demografía
Según el censo de 2010, había 5705 personas residiendo en el municipio de Lancaster. La densidad de población era de 45,91 hab./km². De los 5705 habitantes, el municipio de Lancaster estaba compuesto por el 96.06% blancos, el 0.4% eran afroamericanos, el 0.33% eran amerindios, el 0.65% eran asiáticos, el 0.02% eran isleños del Pacífico, el 1.38% eran de otras razas y el 1.16% pertenecían a dos o más razas. Del total de la población el 2.58% eran hispanos o latinos de cualquier raza.